# Julia Lathrop
Julia Clifford Lathrop (29 de junio de 1858-15 de abril de 1932) fue una reformadora social estadounidense en el área de educación, política social y bienestar infantil. Como directora de la Oficina de la Infancia de los Estados Unidos de 1912 a 1922, fue la primera mujer en dirigir una oficina federal de los Estados Unidos.

## Biografía
Julia Clifford Lathrop nació en Rockford, Illinois. Su padre, William Lathrop, abogado y amigo personal de Abraham Lincoln, ayudó a establecer el Partido Republicano y ocupó un escaño en la legislatura estatal (1856–57) y posteriormente en el Congreso (1877–79). Su madre era una sufragista activa en iniciativas por los derechos de la mujer en Rockford y se graduó de la primera clase del Seminario Femenino de Rockford.
Lathrop fue al Seminario Femenino de Rockford, donde conoció a Jane Addams y Ellen Gates Starr. Pasado un año, se trasladó a Vassar College, donde cursó sus propios estudios multidisciplinarios en estadística, historia institucional, sociología y organización comunitaria y se graduó en 1880. Posteriormente, trabajó en el bufete de abogados de su padre, primero como secretaria y más tarde estudiando derecho por su cuenta.

### Trabajo en Chicago
En 1890, Lathrop se mudó a Chicago, donde se unió a Jane Addams, Ellen Gates Starr, Alzina Stevens, Edith Abbott, Grace Abbott, Florence Kelley, Mary McDowell, Alice Hamilton, Sophonisba Breckinridge y otras reformadoras sociales en Hull House. Lathrop dirigió un grupo de debate llamado Plato Club en los primeros días de la Casa. Las mujeres de Hull House hicieron campaña activa para persuadir al Congreso de que aprobara leyes para proteger a los niños. Durante los años de la depresión de principios de los 90, Lathrop fue como investigadora voluntaria de solicitantes de ayuda, visitando hogares para documentar las necesidades de las familias.
En 1893, Lathrop fue nombrada primera mujer miembro de la Junta de Caridades del Estado de Illinois, comenzando el que sería su trabajo para toda la vida en la reforma del servicio civil: abogando por la capacitación de trabajadores sociales profesionales y estandarizando los procedimientos de empleo. Esto conduciría a la apertura del mercado laboral para las mujeres educadas, así como a la mejora de los servicios sociales en las ciudades y pueblos de la Era Progresista. Durante los años siguientes, ayudó a introducir reformas como el nombramiento de doctoras en los hospitales estatales y la liberación de los dementes de los asilos estatales.

### Directora de la Oficina de la Infancia de los Estados Unidos

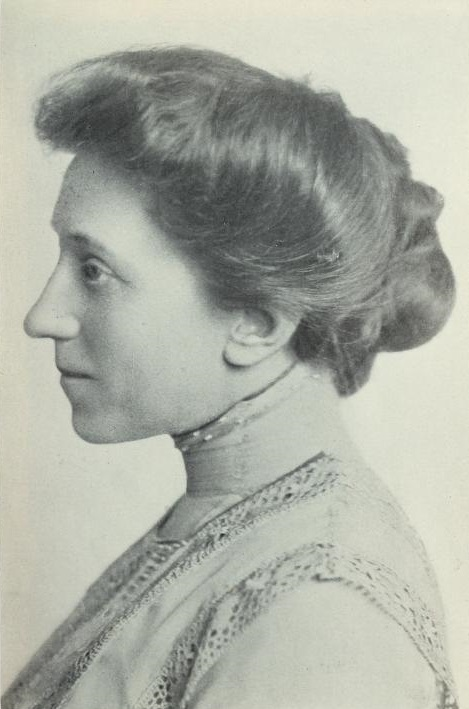
"Señorita Julia C. Lathrop", The World's Work, 1912.

Como reacción a la presión de las mujeres reformadoras progresistas para que se nombrara a una mujer para la recién creada Oficina de la Infancia, en 1912, el presidente William Taft nombró a Lathrop como la primera directora de la oficina. Durante los siguientes nueve años, Lathrop dirigió la investigación sobre el trabajo infantil, la mortalidad infantil, la mortalidad materna, la delincuencia juvenil, las pensiones de las madres y la ilegitimidad.
La Oficina de la Infancia bajo la dirección de Lathrop (1912-1921) (conocida como la "Primera madre oficial de Estados Unidos") y sus sucesoras se convirtieron en una unidad administrativa que no solo concibió y puso en marcha la política de bienestar infantil, sino que también lideró su implementación. Para las mujeres reformistas, el enfoque de la Oficina en el bienestar maternoinfantil les dio por primera vez un papel en la política, algo que a pesar del sufragio o los movimientos por los derechos de las mujeres no había existido hasta entonces. La Oficina amplió su presupuesto y personal para centrarse en un enfoque científico de la maternidad a fin de reducir la mortalidad infantil y materna, mejorar la salud infantil y abogar por la atención capacitada de los niños con discapacidades. Lathrop puso en marcha las investigaciones de la Oficina a partir del trabajo que había hecho mientras estuvo en la Hull-House. La Oficina también presionó para abolir el trabajo infantil. El lenguaje científico se volvió fundamental para los esfuerzos de reforma, como por ejemplo para las campañas para salvar bebés en ciudades con una gran población de clase trabajadora e inmigrantes donde los maternalistas de clase media luchaban contra las creencias contemporáneas sobre la inevitabilidad de las altas tasas de mortalidad infantil. "Mother-work in the community (Madre-trabajo en la comunidad)" : 34 significaba que las mujeres educadas en las últimas teorías científicas sobre la salud y la seguridad de los niños liderarían el movimiento para la reforma del bienestar infantil.
En su primer informe anual para la agencia, Lathrop describió los planes de expansión: promoción del registro de nacimientos, estudios de campo de mortalidad infantil, producción de folletos e informes instructivos, ampliación del estudio de las leyes de trabajo infantil, exploración de temas relacionados con las pensiones de las madres y del estudio del estatus de "niños dependientes, defectuosos y delincuentes". : 52 Lathrop escribió en 1914: "El trabajo por el bienestar de los niños se está convirtiendo en algo más que una filantropía o una expresión de buena voluntad. Es una preocupación pública muy importante que pone a prueba el espíritu público y la democracia de una comunidad". : 74 
A diferencia del Congreso Nacional de Madres, el liderazgo de Lathrop en la Oficina de la Infancia se basaba en su creencia en el derecho de la Mujer Nueva a la libertad para el desarrollo y las oportunidades individuales, incluidos títulos universitarios de igual mérito que los de los hombres y un trabajo decente. Sin embargo, Lathrop tuvo cuidado en insistir en que la maternidad era "la vocación más importante del mundo" : 81 y negar que las mujeres debieran tener ambiciones profesionales. De esta manera, Lathrop evitaba la controversia incluso mientras generaba apoyo público para la nueva agencia.

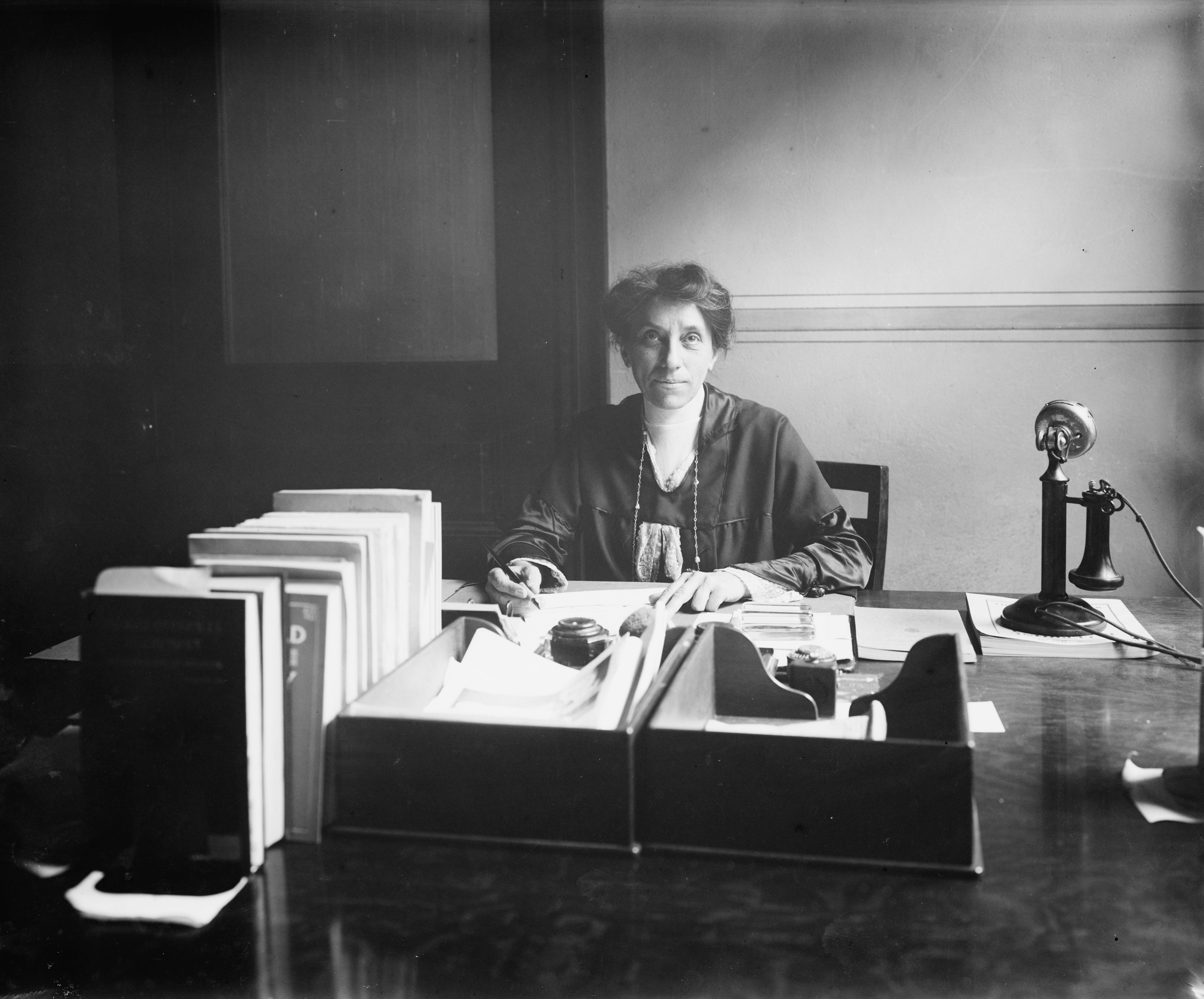
Julia Lathrop, directora de la Oficina de la Infancia de los Estados Unidos

En 1917, la Asociación Estadounidense para la Legislación Laboral propuso una ley nacional de seguro de salud que incluía una provisión de asignaciones de efectivo semanales para mujeres embarazadas. Para apoyar esta propuesta, Lathrop se opuso a la industria de seguros privados y la Asociación Médica Estadounidense, creyendo que los sistemas similares que ya existían en Alemania, Inglaterra y Francia dejaban a demasiadas mujeres y sus bebés sin seguro. Lathrop argumentó en un discurso ante la reunión de 1918 de la Asociación Estadounidense de Salud Pública en Chicago que los líderes estadounidenses debían abordar las razones de la pobreza para abordar las necesidades de salud de los niños: que la alta mortalidad infantil entre los pobres y la clase trabajadora en las ciudades estadounidenses no era simplemente por ignorancia o pereza. Lathrop preguntó: "¿Cuál es la conclusión más segura y sensata? Que el 88 por ciento de todos estos padres eran incorregiblemente indolentes o estaban por debajo de lo normal mentalmente, o que la sana economía pública exige un nivel de vida mínimo irreductible que se sostenga con un salario mínimo y otros expedientes que puedan desarrollarse en un esfuerzo decidido para dar a cada niño una oportunidad justa?" : 63 
Sin embargo, la mayoría del personal de la Oficina de la Infancia y de otras agencias gubernamentales era que las mujeres, especialmente con niños, no deberían trabajar fuera del hogar, incluso aunque no tuvieran suficientes recursos. Cualquier conexión entre la salud de los niños y temas como la ampliación del seguro de los trabajadores, del salario mínimo o los sistemas de saneamiento perdió credibilidad. La estrategia popular permaneció enfocada en "americanizar" a los trabajadores inmigrantes y enseñar a las madres blancas cómo cuidar a los bebés. Es importante tener en cuenta que la Oficina optó por no abordar las tasas de mortalidad terriblemente altas entre los bebés en familias de color. En el sur, gran parte de las campañas de salud pública fueron realizadas por mujeres afroamericanas, hispanas o negras que trabajaban en sus propias comunidades segregadas.
En 1921, la Ley de Maternidad e Infancia de Sheppard-Towner se convirtió en la primera medida de bienestar social financiada con fondos federales en los Estados Unidos. La ley proporcionaba subvenciones federales equivalentes a los estados para clínicas de salud prenatal e infantil, enfermeras visitantes para mujeres embarazadas y nuevas madres, distribución de información sobre nutrición e higiene, así como capacitación de parteras. Contrariamente a las ideas originales de Lathrop, la versión final de la ley no proporcionaba ninguna ayuda financiera ni atención médica.
Los primeros 30 años del siglo XX marcaron una transición entre la medicina social tradicional con el uso de familiares o parteras locales y el surgimiento de una gestión médica moderna del parto y crianza por parte de expertos externos a la familia y el hogar. : 33 Sin embargo, a medida que florecía la burocracia federal en los años posteriores a la Segunda Guerra Mundial, la única agencia que estaba enfocada únicamente en los niños perdió su poder e influencia.

### Justicia juvenil
Ya en 1898, en la tercera Conferencia Anual de Fundaciones de Illinois, organizada por la filántropa Lucy Flower y Julia Lathrop, los reformadores pidieron un sistema separado de tribunales para niños. La experiencia de Lathrop en Hull House y como miembro de la Junta de organizaciones benéficas le permitió conocer de primera mano las condiciones de los niños en las cárceles y los asilos para pobres del condado. Antes de la reforma, los niños mayores de siete años eran encarcelados con adultos. Lathrop ayudó a fundar el primer tribunal de menores del país en 1899, y el Chicago Woman's Club estableció el Comité de Tribunales de Menores (eligiendo a Lathrop como su primera presidenta en 1903) para pagar los salarios de quince oficiales de libertad condicional y administrar un centro de detención ubicado en 625 West Adams Street.
En 1904, Julia Lathrop ayudó a organizar y luego se convirtió en presidenta del Instituto Psicopático Juvenil. El director era el psicólogo William A. Healy, que dirigía los estudios científicos sobre la salud física y mental de los niños, alejándose de la creencia de que el entorno por sí solo era responsable del comportamiento delictivo de un niño. Junto con miembros del Congreso Nacional de Madres, Lathrop trabajó para organizar un movimiento de tribunales juveniles a nivel nacional con reformadores de la ley de justicia como el juez Ben Lindsey (que más adelante presidiría el subcomité de tribunales juveniles de la Conferencia Nacional de Caridades y Corrección).
En 1918, el presidente Woodrow Wilson envió a Lathrop y Grace Abbott a representar a los EE. UU. en una conferencia internacional sobre bienestar infantil. Allí, Lathrop aconsejó sobre la formación de una oficina de cuidado infantil en el recién formado país de Checoslovaquia. Cuando se jubiló de la Oficina de la Infancia en 1922, Lathrop se convirtió en presidenta de la Liga de Mujeres Votantes de Illinois. También ayudó a formar el Comité Nacional de Enfermedades Mentales. En 1925, Lathrop representó a los EE. UU. en Suiza en el Comité de Bienestar Infantil establecido por la Sociedad de Naciones.

## Reconocimientos

### Académicos
Hay una residencia en la Universidad de Rockford y una escuela primaria en Rockford que llevan el nombre de Lathrop.
Una escuela intermedia en Santa Ana, California también lleva su nombre. 
En 1938, la Autoridad de Vivienda de Chicago abrió Julia C. Lathrop Homes, un proyecto de vivienda pública en el vecindario North Center en el lado norte de Chicago.

### Reconocimientos en el extranjero
- Checoslovaquia: Orden del León Blanco (1946)[12]